# Tete (stad)
Tete is een stad in Mozambique en is de hoofdplaats van de provincie Tete. De stad ligt aan de rechteroever van de Zambezi. 
De plaats ontwikkelde zich tot snel nadat in 1973 door de Portugezen een hangbrug werd aangelegd over de Zambezi. Het is nog steeds een van de weinige verbindingen over de brede rivier, en daarmee een belangrijke verkeersas die het noorden en zuiden van Mozambique met elkaar verbindt en met Zimbabwe en Malawi. Ook de nabijheid van Moatize, een belangrijke steenkoolgebied, zorgt voor economische groei.

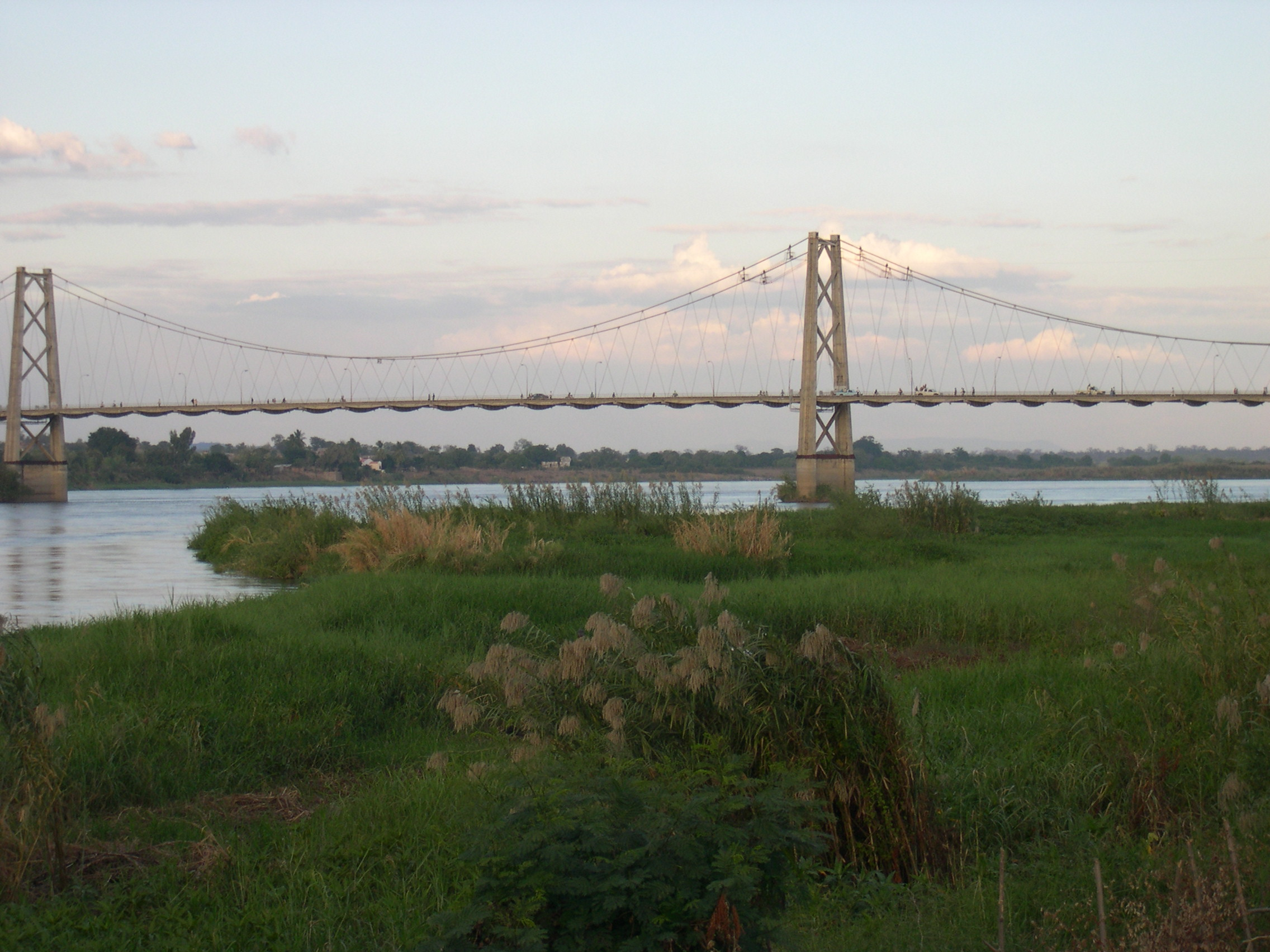
Hangbrug

Tete telde in 2007 bij de volkstelling 152.909 inwoners.